# Millat Tractors
Millat Tractors Limited (MTL) – spółka założona w 1964 roku w celu wprowadzenia na rynek ciągników rolniczych Massey Ferguson w Pakistanie. Montownia rozpoczęła produkcję w 1967 roku w systemie SKD.
Spółka została znacjonalizowana w 1972 roku i rozpoczęła montaż i dystrybucję ciągników pod zwierzchnictwem Pakistan Tractor Corporation (PTC), które zostało utworzone przez rząd w celu importu ciągników w systemie SKD.
W 1992 roku firma została sprywatyzowana. W tym czasie moce produkcyjne wynosiły 16000 ciągników na rok co uczyniło Millat Tractors Limited jednym z największych producentów ciągników rolniczych na świecie.
W 2011 roku MTL wyprodukowało rekordową liczbę 42000 ciągników. obecnie MTL produkuje ciągniki rolnicze na licencji firmy Massey Ferguson: MF260, MF350, MF375S, MF385, MF385 4WD.